# Cromwell (film)
Cromwell è un film del 1970 diretto da Ken Hughes.
Il film riprende gli avvenimenti della guerra civile inglese e dell'ascesa e caduta di Oliver Cromwell e del suo tentativo di instaurare in Inghilterra una repubblica.

## Trama

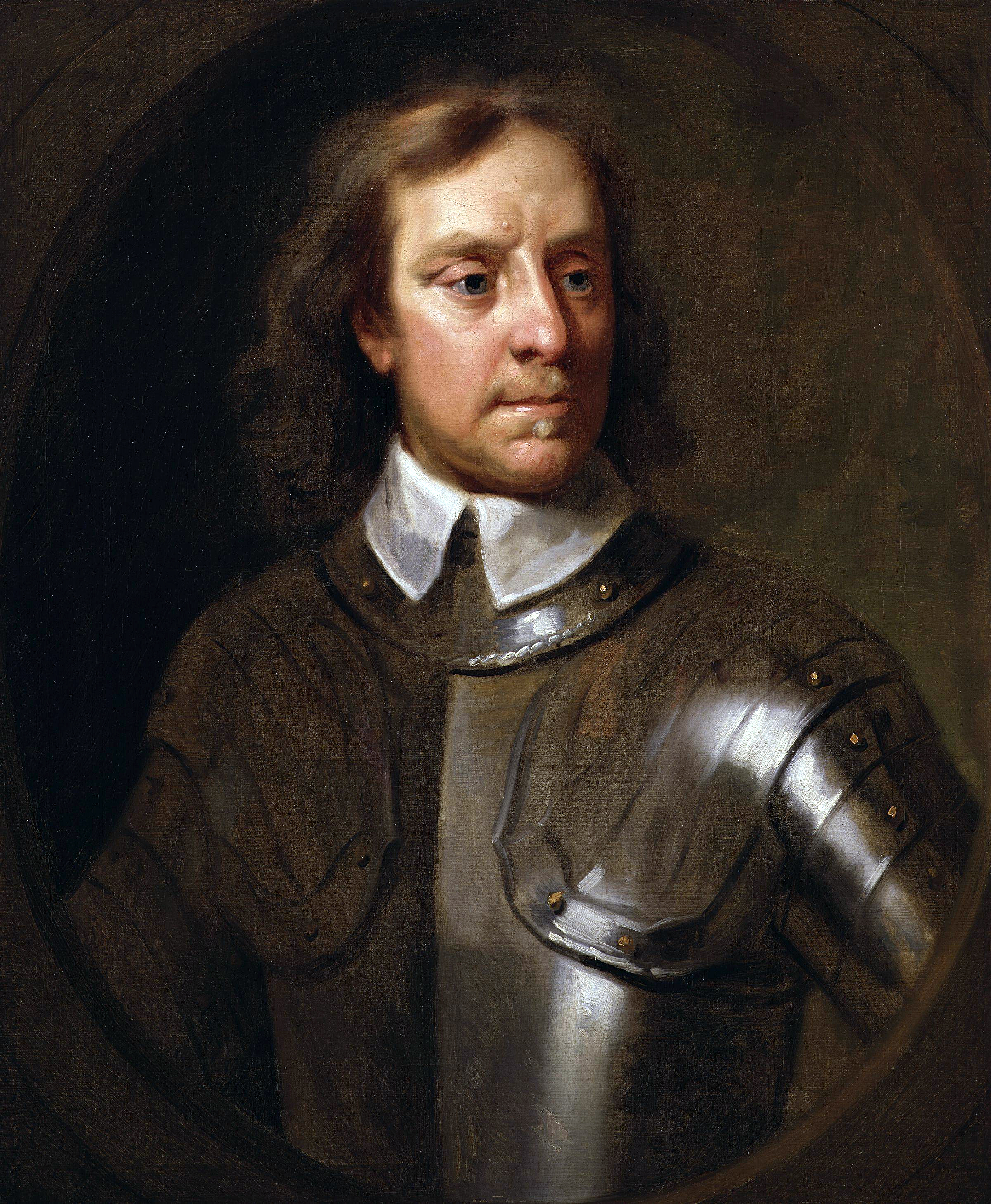
Oliver Cromwell in un ritratto d'epoca

Oliver Cromwell è un devoto magistrato inglese e membro del parlamento, il quale però non viene più riunito da decenni a causa della politica del re Carlo I il quale è sempre più intenzionato a divenire un monarca assoluto, fatto che risulta ai più inaccettabile e tra gli insoddisfatti figura Cromwell. A peggiorare la situazione si ha l'introduzione da parte del sovrano di riti "papisti" all'interno della tradizione anglicana, consentendo anche alla moglie Enrichetta Maria di Francia (cattolica) di praticare liberamente la propria religione. La situazione è sempre più insostenibile e Cromwell decide di partire alla volta del Nuovo Mondo con la famiglia, ma all'ultimo viene persuaso da alcuni amici a rimanere e ad assumere una posizione politica.
A questo punto Carlo I decise di convocare il parlamento per la prima volta dopo undici anni dal momento che necessita di denaro per condurre la propria guerra contro i confederati scozzesi. Rifiutandosì però egli di condannare a morte il proprio consigliere Thomas Wentworth, I conte di Strafford (inviso al parlamento), il parlamento non gli garantisce la somma di cui egli necessita, asserendo inoltre che il suo comportamento negli ultimi anni stava uscendo dalle norme della monarchia costituzionale. Carlo tenta dunque di arrestare cinque membri del parlamento e scoppia pertanto la guerra in Inghilterra, quando entrambe le fazioni erano convinte di avere Dio dalla loro parte.
A questo punto Carlo I esce allo scoperto, pressato dall'esercito rivoluzionario, e chiede aiuto alle altre potenze cattoliche affinché lo aiutino a schiacciare i ribelli protestanti. Carlo alla fine viene arrestato ma si rifiuta ancora di concedere il governo a Cromwell.
Cromwell, che nel frattempo aveva mantenuto la disciplina riformando anche il nuovo esercito inglese, sente da Edward Hyde, I conte di Clarendon, uno dei consiglieri leali al re, che il re Carlo sta segretamente organizzando un esercito di cattolici per dichiarare guerra al parlamento inglese. Per questo motivo Cromwell e altri parlamentari accuseranno Carlo I di alto tradimento e lo condanneranno a morte, una soddisfazione che viene vista da Cromwell come "purificatrice".
Il parlamento sarebbe a questo punto libero da imposizioni ma non è in grado di governare lo Stato e come tale Cromwell, con l'aiuto delle proprie truppe, marcia sulla Camera dei comuni proclamando la dittatura con un colpo di stato.
Alla morte di Cromwell il figlio di Carlo I, Carlo II d'Inghilterra, ha il permesso di tornare in patria per assurgere al trono paterno, in un'Inghilterra "che non sarà più la stessa di prima".

## Inesattezze storiche
Come è stato pubblicizzato sin dalla sua uscita, il film era il prodotto di "dieci anni di ricerche storiche", ma venne ugualmente criticato per alcune inaccuratezze storiche relative alla successione degli eventi. Grande attenzione è invece stata tributata ai costumi, agli ambienti ed all'aspetto degli attori, veramente molto somiglianti agli originali protagonisti delle vicende
| Nel film | Nella realtà |
| --- | --- |
| Cromwell viene visto come un vero eroe nazionale che guida fisicamente tutte le fasi dello scoppio della guerra civile inglese. Henry Ireton viene posto tra i cinque membri del parlamento che il re cerca di far arrestare al suo ingresso nella Camera dei comuni. Veritiera ed accurata la scena in cui Carlo I occupa la sedia dello speaker della Camera dei comuni a simboleggiare la sua totale sovranità sul parlamento inglese. | Molte parti della rivolta seguirono il corso degli eventi e non furono direttamente controllate da Cromwell. I cinque membri che Carlo I cercò di arrestare furono John Pym, John Hampden, Denzil Holles, William Strode e Sir Arthur Hesilrige.                                                                                     |
| Nel film i Teste rotonde (rivoluzionari) sono vestiti in maniera più sobria rispetto ai Cavaliers (realisti). | i puritani vestivano di scuro e portavano i capelli tagliati corti (è per questo venivano chiamati teste rotonde), a differenza della nobiltà. |
| Cromwell parlando con Carlo I gli confessa che il vero governo in cui l'Inghilterra crede è la democrazia. | È generalmente appurato che Cromwell non sia sceso ad alcun compromesso col re d'Inghilterra circa una forma di governo cooperativo. Cromwell incontrò lo sconfitto Carlo I una volta sola nel 1648 sull'isola di Wight dove il sovrano si trovava in arresto.                                                                       |
| Sia Robert Devereux, III conte di Essex che Edward Montagu, II conte di Manchester sono raffigurati come aventi un seggio presso la Camera dei Comuni. | Dato il loro status nobiliare, i due personaggi avrebbero dovuto avere un seggio nella Camera dei Lords. |
| Cromwell è indicato come Colonnello nella Battaglia di Edgehill del 1642. | A quel tempo egli era solo Capitano, e divenne Colonnello nel 1643. Egli, inoltre, non fu presente durante la battaglia, raggiungendo le proprie truppe solo a tarda sera. |
| La famosa preghiera del soldato: "O Lord, Thou knowest how busy I must be this day. If I forget Thee, do not forget me" ("O Signore, tu sai quanto io potrò essere impegnato in questa giornata. Se ti dimentico, non dimenticarti di me") viene fatta recitare da Cromwell. | In realtà la preghiera venne scritta da Jacob Astley, I barone Astley di Reading, un Cavalier (realista). |
| La New Model Army viene mostrata vestita di nero con un mantello dorato. | La fanteria del New Model Army indossava una casacca rossa che è all'origine del colore delle giubbe della fanteria dei secoli successivi. |
| La battaglia di Marston Moor del luglio del 1644 non viene menzionata. | Essa fu la più grande battaglia della guerra civile inglese e Cromwell (a quel tempo luogotenente-generale dell'armata orientale) giocò un ruolo importante nella vittoria della fazione parlamentare nello scontro. |
| Prima di iniziare lo scontro Cromwell pronuncia la frase "Non era Gedeone ad essere in minor numero rispetto agli amalechiti??" | Gedeone in realtà combatté i midianiti. |
| Il figlio di Cromwell, Oliver, viene ucciso durante la battaglia di Naseby nel giugno 1645. | Il giovane Oliver Cromwell morì di morbillo durante la primavera del 1644 mentre le sue truppe stanziavano a Newport Pagnell. |
| Cromwell viene indicato come comandante in capo alle forze parlamentari, mentre Sir Thomas Fairfax viene indicato come suo sottoposto. | In realtà Sir Thomas Fairfax era "Lord General" (comandante in capo) della New Model Army durante la guerra civile inglese. Cromwell deteneva il rango di "Lieutenant-General", cioè comandante in seconda e comandante della cavalleria. Egli infatti comandò l'ala destra della cavalleria parlamentare nella battaglia di Naseby. |
| Cromwell entra a Oxford ed arresta personalmente il re in nome del parlamento. | Alla fine della prima guerra civile, il re si arrese spontaneamente al governo britannico. |
| John Pym viene dichiarato morto nel 1646 | Egli morì nel 1643 |
| Carlo I viene indicato come in procinto di organizzare una seconda guerra civile dopo la sua sconfitta, ma il complotto viene scoperto ancora prima che questo abbia inizio. | In realtà, la seconda guerra civile inglese venne effettivamente combattuta e fu questa che poi portò alla morte del sovrano. |
| Sir Edward Hyde dà delle testimonianze chiave contro il complotto di Carlo I. | Hyde osteggiò effettivamente il sovrano ma non testimoniò mai apertamento contro Carlo I. |
| Henry Ireton si presenta a Cromwell con una delegazione per offrirgli il trono. | A Cromwell la corona regale venne offerta solo alla fine della sua vita, nel 1657, ma ad ogni modo egli rifiutò. |
| Cromwell rifiuta immediatamente la corona, ridendo anche alla sola idea che l'Inghilterra possa avere un nuovo sovrano. | Cromwell rifiutò la corona regale, ma considerò il fatto molto seriamente, cedendo negativamente solo dopo molte settimane di contrattazione con gli altri parlamentari che lo sostenevano. Uno dei motivi che lo fece recedere fu l'opposizione dell'esercito alla sua nomina régia.                                                |
| Quasi alla fine del film, Cromwell ricorda al parlamento inglese che ha avuto sei anni di tempo per formare un governo stabile dalla morte di Carlo I. | In realtà il parlamento ebbe otto anni di tempo per formare un governo dalla morte di Carlo I a quando si situa la scena, ovvero dopo l'offerta della corona allo stesso Cromwell. |

## Accoglienza
Il film è stato generalmente accolto sfavorevolmente, con critiche per le inesattezze storiche. Tuttavia le prestazioni dei suoi due protagonisti, i valori di produzione e la colonna sonora sono stati elogiati. Il film ha alcune cose buone: Alec Guinness è superbo nei panni di Carlo I, e la scenografia è incredibile. Ma è noioso. Così noioso. Ogni volta che Richard Harris cammina sullo schermo sembra che stia per tenere un discorso, e lo fa.